# Белоозёрский заказник
Белоозёрский заказник — государственный природный заказник федерального значения. Расположен в Тюменской области. Создан и утверждён в 1986 году. Площадь — 17 850 га.

## Географическое положение
Заказник находится в Армизонском районе Тюменской области у села Калмакское и деревни Няшино, разделён на 2 кластерных участка: Няшинский (площадь 2450 га) и Бело-Камышинский (площадь 15 400 га). Территория заказника входит в состав озёр Тоболо-Ишимской лесостепи, в которых, главным образом обитают водоплавающие птицы.

## Задачи
В задачах заказника находятся:
1. сохранение, восстановление и воспроизводство объектов животного мира;
2. сохранение среды обитания и путей миграции объектов животного мира;
3. проведение научных исследований;
4. осуществление экологического мониторинга;
5. экологическое просвещение.

## Растительный и животный мир

### Флора
Заказник богат на травы и ягодные кусты: смородина, шиповник, ежевика, ромашка, подорожник, мать-и-мачеха и тысячелистник.
Растения, находящиеся в Красной книге: рододендрон, хохлатка плотная, венерин башмачок, полушник озёрный.

### Фауна

#### Птицы
Баклан, кудрявый пеликан, серый гусь, красноносый нырок, савка, пеганка, фламинго. Редкие виды (беркут, кречет, балобан, стерх, кречётка, скопа, могильник и др.). Белоозёрский заказник стал местом реализации интродукции стерха, проходящей в рамках программы «Стерх».

#### Другие животные
Кабан, рысь, лось, медведь, куница, енот, косуля, большой тушканчик.